# رابرت بالارد
رابرت بالارد (انگلیسی: Robert Ballard؛ زادهٔ ۳۰ ژوئن ۱۹۴۲) یک افسر اهل ایالات متحده آمریکا است. وی کاوشگر دریاییست و کشتی‌های معروفی از جمله تایتانیک و نبردناو بیسمارک را در اعماق اقیانوس پیدا کرده‌است.